# Podriga, Botoșani
Podriga este un sat în comuna Drăgușeni din județul Botoșani, Moldova, România.

## Schiță monografică

### Prezentare geografică
Satul este situat în Câmpia Moldovei din nord-estul județului Botoșani, pe valea pârâului Podriga ,afluent al Bașeului - zonă cunoscută sub denumirea ''microraionul Câmpia Jijiei Superioare'' sau ''microraionul Darabani-Săveni''. Localitatea este așezată pe un soclu geologic solid, foarte vechi, numit  în literatura de specialitate ''fundamentul precambrian'' -fiind o prelungire dinspre est a Platformei Podolice constituite din roci dure, granite gnaisince, șisturi migamice ș.a.  De ''La Ostrov'' și din alte câteva locuri de pe valea Podrigei  se poate extrage nisip mărunt amestecat cu praf de argilă, potrivit pentru tencuieli.
Argila zonei a fost folosită  pentru olărie de triburile cucuteniene care au trăit pe aceste locuri, iar la începutul acestui secol din argila locală se făceau și cărămizi de bună calitate
Valea Podrigei se deschide înspre nord pe o lungime de 8,5 km  și o lățime care se desfășoară între 500-600 m , favorizând alunecarea maselor de aer de la NV spre SE. Climatul zonei este unul  temperat-continental, cu variații din nord-vest. Învelișul vegetal și fauna , prezintă caracteristicile silvo-stepei; lipsește cu desăvârșire pădurea, afară de câteva  mici perdele de salcâmi și alte câteva specii plantate pentru încetinirea eroziunilor.  

### Cultura Cucuteni
Evidențele locuirii zonei vin din mileniile incipiente, cu urme de activitate umană încă din paleolitic, doar 25 km fiind între Valea Podrigei și cunoscutele așezări paleolitice din Valea Prutului.Ca argument pentru această datare vine un vârf de cremene gălbuie, vechi de peste 40 de milenii, găsit în albia minoră a pârâului Podriga , în locul numit ''La Pietrărie''.
Cea mai importantă și bine cercetată așezare-mărturie a culturii Cucuteni , de pe teritoriul comunei Drăgușeni, se găsește pe valea pârâului Podriga, la ''Ostrov'' o fostă insulă-martor de eroziune-aflată între localitățile de azi Podriga și Drăgușeni.
Urmele locuințelor, cu platforme de lut ars, specifice așezărilor cucuteniene, se află la adâncimea de 0,30-0,40 m, deci vulnerabile pentru lucrările agricole și de grădinărit . Între resturile locuințelor s-au descoperit fragmente ceramice și chiar vase întregi, majoritatea pictate în două și trei culori, unele din piatră și silex, din os și aramă, precum și un însemnat număr de figurine antropomorfe și zoomorfe din lut ars , vestigii caracteristice pentru cultura Cucuteni din faza de dezvoltare A.
Materialele arheologice descoperite la ''Ostrov'' și ''În Deal la Lutărie'' sunt de o bogăție și o importanță deosebită. Expunerea lor în muzee și publicarea în lucrări de specialitate a atras atenția cercetătorilor în materie din țară și din lume.

### Coordonate istorice
Numele satului este comun cu cel al pârâului Podriga (Podraga), menționat de cronicarul Grigore Ureche în Letopisețul Țării Moldovei , ca loc al războiului pentru domnie dintre Ilieș și Ștefan, fiii lui Alexandru cel Bun; cronica nu precizează dacă este vorba de Podriga pârâu ori Podriga sat. Prin tradiție se păstra până în jurul anului 1900 un toponim numit ''Câmpul războiului'', pe dealul Podriga, astăzi dealul Ciulei, unde probabil a avut loc bătălia din 1434. Un document din același an 1434, aprilie 24, arată că același Ștefan Voievod, care se înfrunta cu fratele său Ilieș „la Podraga'',dăruiește unui ,,popă Iugă'' mai multe proprietăți pentru că   „(...) acest adevărat popă al nostru Iuga a slujit mai înainte sfântrăposatului părintelui nostru''. Între aceste danii se menționează: „un loc din pustie pe Bașeu ,mai jos pe iazul lui Balița și pe Podraga siliștea lui Oțel(...),iar  hotarul siliștei și a pustiei să fie cât vor putea s-o folosească două sate îndestul." Se înțelege deci că locurile erau fără sate ,iar siliștea lui Oțel pe Podraga ne poate sugera locul pe care a fost un sat sau o gospodărie a neamului Oțel.
Mai târziu ,la 24 noiemvire 7000 (1492), Ștefan cel Mare dăruiește Mănăstirii Putna un loc pustiu pe Podraga :,,și am mai dat acelei sfinte mănăstiri a noastră de la Putna un loc din pustie, de cea parte a Podragăi,de la drumul lui Iachim la vale până la Trei Gloduri, să fie cât vor putea să folosească, destul.''
După această dată, există mai multe acte și mențiuni pentru satul Podriga- numit uneori Podraha, Podreg, Podrah - și mai rar despre moșia Podriga sau Podraga, aceasta fiind cunoscută în vechime sub numele de Pustiul sau Pustoaia.
În 1782 se face inventarierea proprietăților mănăstirești la comisa de stat austriacă, unde călugării de la Putna declară printre cele 41 de moșii și sate, și Podriga. A urmat secularizarea averilor mănăstirești, decretată de Împăratul Iosif al II-lea (1783), prin care statul habsburgic a luat sub administrația sa și moșiile din Moldova. O parte dintre acestea au fost schimbate cu boierii moldoveni care aveau proprietăți în Bucovina. Dar nu toate moșiile fostului fond bisericesc se puteau schimba și atunci ele s-au vândut în bloc, încât în urma acestor tranzacții moșiile Pustiului ( Podriga) , Știubienii și altele, intră în 1805 în deplina stăpânire a fostului mare logofăt Nicolae Roset și a fiului său Iordache, ca fiind ,,cumpărate de la crăiasca împărăție''.
Satul Podriga a avut și pecete (ștampilă) înainte de 1860,dar s-a pierdut fiind înlocuită în 1861.Din 1865 satul a intrat în componența comunei Drăgușeni, reprezentat fiind în consiliul comunal de ''delegatul satului'', care îndeplinea funcția de ajutor de primar.
Secolul XIX , atât de bogat în evenimente, înscrie și Legea rurală pentru împroprietărirea clăcașilor, în urma căreia foștii clăcași ai Podrigii primeau 129 de fălci și jumătate de câmp lângă sat la hotarele cu moșia Săvenilor și 10 fălci și 17 prăjini  (14,61 ha)  în vatra satului. Țăranii urmau să plătească în bani pământul primit în mai mulți ani.
Dacă la începutul secolului XIX (1805) moșia a trecut în stăpînirea marilor boieri Rosetti – Roznoveanu, după 1870, colonelul Rosetti o vinde lui Matei Ganea, urmând ca prin moștenire (căsătorie) moșia Podriga intre în proprietatea familiei Enacovici și apoi a ginerelui acestuia Vasile Palady, proprietar pînă în 1949.La terminarea primului război mondial, au urmat o serie de reforme între care și cea agricolă din 1921,în urma căreia au fost împroprietăriți 117 locuitori din Podriga cu 530 ha expropriate din moșia lui Alexandru Encovici. Moștenitorii lui Constanța și Vasile Palady, au rămas cu suprafața de 677 ha pe care continuau să o exploateze ''în regie'' de sistem capitalist. 

### Conacul Palade Vasiliu / Sanatoriul Podriga
Clădirea conacului boieresc ''Palade Vasiliu'' (1918) este atestată ca monument istoric și are o suprafață totală  de 560mp ; Construcția etajată, realizată din cărămidă, în stil renascentist, are 24 de camere locuibile, formată fiind din demisol , parter și etaj. În anul 1968 clădirea este donată Ministerului Sănătății , an în care se înființează Spitalul de Psihiatrie Podriga , mai întâi ca secție exterioară a Spitalului Orășenesc Săveni , iar apoi ca unitate de sine-stătătoare cu personalitate juridică. 
Sanatoriul de neuropsihiatrie Podriga a fost înființat în 2002 prin transformarea Spitalului de Psihiatrie în Sanatoriu Neuropsihiatric, în baza Ordinului Ministerului Sănătății nr. 140/06.03.2002.
Amplasat într-un cadru natural amplu , propice activităților de reabilitare pentru pacienții cu istoric neuro-psihiatric cronicizat , sanatoriul  se întinde pe o suprafață de 18.000 m², teren care cuprinde unitatea și anexele aferente, livadă, grădină de zarzavat și spații verzi, cu posibilitatea dezvoltării activităților de recreere, ergoterapie și terapie ocupațională, alături de activitățile de asistență medicală propriu-zisă. În prezent unitatea are monospecialitate ( Psihiatrie-cronici Compartiment Ergoterapie și Terapie Ocupațională, Cabinet Asistență Socială, Cabinet Psihologie, Cabinet Medicină Internă, Cabinet Stomatologie, Farmacia și Aparatul funcțional), acordând asistență medicală și servicii de asistență socială în regim de spitalizare de lungă durată , pentru 80 de pacienți (35 de femei și 45 de bărbați) din care jumătate participă la activitățile secțiilor menționate . Extinderea activității de ergoterapie și terapie ocupațională, crearea unei microferme de păsări și animale mici, ar duce la diversificarea activităților și cuprinderea unui număr mai mare de pacienți în aceste programe, precum și crearea unor surse de venit suplimentare, care sunt folosite în interesul direct al pacienților (diversificarea și îmbunătățirea alimentației, procurarea de îmbrăcăminte) . Pentru îmbunătățirea condițiilor a fost finalizată amenajarea unei noi spălătorii cu dotări moderne care îndeplinește cerințele actuale. În anul 2011 au fost finalizate lucrările de reparații capitale la instalațiile sanitare – rețea canalizare, completând investiția din 2008 ce a constat în achiziționarea și punerea în funcțiune a unei stații de epurare a apelor uzate. Finanțarea activității medicale se face din fondurile Casei Naționale de Asigurări de Sănătate, iar sumele alocate acoperă necesarul minim pentru desfășurarea activității în condiții decente .

### Școala și Biserica
În 1914 locuitorii din Podriga au cerut ministerului de resort ''înființarea unui post de învățător în satul lor, intervenind și revizorul școlar în acest sens'' .  Aprobarea și decizia de înființare venea abia în 1916. Primul învățător a fost I.D. Loghin din Drăgușeni, absolvent de școală normală (pedagogică). În primii 10 ani școala a funcționat cu un singur post de învățător, apoi cu două posturi până în 1948, cu patru până în 1960 și în continuare cu clasele V-VIII. Timp de 20 de ani cursurile școlii s-au ținut prin case țărănești, cu câte o singură ''sală de clasă'' de 4x4 . Sub conducerea învățătorului H. Ungureanu au ridicat un modest local de școală din chirpici cu o sală de clasă de 6x5 m, cu ferestre mai mari și cu dușumele, care a servit până în 1960 când s-a construit actuala clădire . Școala este amplasată pe un teren din fosta grădină a Conacului Palade Vasiliu din vecinătate.
Biserica Podriga este o construcție relativ recentă(1983-1989) care se ridică simbolic pe dealul cimitirului satului. Biserica poartă hramul ''Nașterea Maicii Domnului'' (8 septembrie) ,este pictată interior în frescă ,cu mobilierul sculptat în lemn de stejar.

 Acest articol despre o localitate din județul Botoșani este deocamdată un ciot. Puteți ajuta Wikipedia prin completarea lui.

1. ↑  Vasile Băcăuanu (1968). Câmpia Moldovei-Studiu Geomorfologic. București. p. 21, 196, 205.
2. ↑  Victor Trufescu (1977). Județul Botoșani. Bucureștti. p. 10-16.
3. ↑  Victor Trufescu (1977). Județul Botoșani. București. p. 29.
4. ↑  Al.Păunescu,Paul Șadurschi,V. Chirica (1976). Repertoriul Arheologic al Județului Botoșani. București. p. 188-191.
5. ↑  Al.Păunescu (1965). Sur la succession des habitats paléolithiques et post-paléolithiquesde Ripiceni-Izvor. București. p. 276.
6. ↑  Piesa a fost decoperită în 1964 de către elevul pe atunci  Emanoil Marcu și se află la Muzeul din Săveni sub nr.de inventar 26
7. ↑  Așezarea a fost descoperită în 1962. Începând cu 1970 Institutul de Arheologie din București a deschis aici un șantier arheologic sub conducerea prof.dr.Vladimir Dumitrescu.
8. ↑  Repertoriul Arheologic Naţional (RAN). „Sit Cucuteni”. Accesat în 16 august 2020. Verificați datele pentru: |access-date= (ajutor)
9. ↑  Grigore Ureche  ,Ediția aII-a , îngrijită de P.P.Panaitescu (1958). Letopisețul Țării Moldovei. ESPLA. p. 81.
10. ↑  Nicu Filipescu Dubău (1891). Dicționar geografic al județului Dorohoi. p. 129.
11. ↑  M.Costăchhescu (decembrie 1931). Documente moldovenești înainte de Ștefan cel Mare. Iași, D.H.R. ,Documenta Romaniae Historica Vol.I. p. 383-385.
12. ↑  T.Codrescu (noiembrie 1384). Urticariul. XVIII , D.R.H. Documenta Romaniae Historica Vol.I. p. 180-181, doc. nr. 128.
13. ↑  I. Bogdan (1913). Documentele lui Ștefan cel Mare. 1457-1492,București, D.I.R. Documenta Istorica Romaniae. p. 182, doc.nr.167,     p.509-514, doc.nr. 240.
14. ↑  Th.Balan (septembrie 1760). Documente bucovinene, vol.VI. p. 87, nota 1.
15. ↑  Documente P.791/7, P.791/8, P.791/19. Arhiva de Stat Iași. 1805.
16. ↑  Indiciile comunelor României. București. 1865. p. 33.
17. ↑  Arhivele de Stat Botoșani (1864). Prefectura Dorohoi. p. dosar nr.25/1860,  f.119(verso) , nr38/1862  f.29,     nr.138/1862     f.263 (verso).
18. ↑  MINISTERUL CULTURII-Institutul Național al Patrimoniului. „Patrimoniu Botoșani” (PDF). Accesat în 16 august 2020. Verificați datele pentru: |access-date= (ajutor)
19. ↑  ANMCS. „spitale.botosani.podriga”. Accesat în 16 august 2020.
20. ↑  Arhivele de Stat Botoșani (1914). fond Prefectura Dorohoi, dosar nr.27/1914, repaginat.